# Savigny-sur-Braye
Savigny-sur-Braye – miejscowość i gmina we Francji, w Regionie Centralnym, w departamencie Loir-et-Cher.
Według danych na rok 1990 gminę zamieszkiwały 2043 osoby, a gęstość zaludnienia wynosiła 30 osób/km² (wśród 1842 gmin Regionu Centralnego Savigny-sur-Braye plasuje się na 187. miejscu pod względem liczby ludności, natomiast pod względem powierzchni na miejscu 22.).